# محمود کمانی
محمود کمانی (انگلیسی: Mahmud Kamani؛ زادهٔ اوت ۱۹۶۴) کارآفرین اهل بریتانیا است، که در سال ۲۰۰۶ شرکت بوهو را تأسیس کرد.